# 富兰克林半美元
富兰克林半美元（英語：Franklin half dollar）是美国铸币局于1948至1963年间铸造的一种硬币，面额为50美分，其正面是美国开国元勋本杰明·富兰克林的侧面头像，反面则是自由钟。根据法律规定，反面的自由钟右侧还刻有一只小小的老鹰。硬币中90%为银，10%为铜，边缘带有锯齿纹花边，费城铸币局、丹佛铸币局和旧金山铸币局均有铸造。
铸币局局长内莉·泰洛·罗斯多年来一直是富兰克林的崇拜者，希望能在硬币上刻上国父的头像。1947年，她指示首席雕刻师约翰·辛诺克设计一款富兰克林半美元。雕刻师根据自己之前的作品设计了新硬币，但尚未完成便已辞世，继任首席雕刻师吉尔罗伊·罗伯茨接手完成了设计工作。铸币局将新设计递交美术委员会听取意见，委员会觉得硬币背面的老鹰太小，而且自由钟上的裂纹也可能引发不当的联想和争议。但在财政部的支持下，铸币局还是继续将辛诺克的设计带入下一步。
富兰克林半美元于1948年4月发行，有市民指控硬币上所附的辛诺克姓名缩写是在向苏联独裁统治者约瑟夫·斯大林致敬，铸币局内可能混入了苏联特务。对此铸币局愤然否认，也没有就此对硬币设计做任何调整。这种半美元的铸造工作一直持续到1963年，从1964年起被纪念遇刺总统约翰·肯尼迪的肯尼迪半美元取代。富兰克林半美元仍然是具备法定支付能力的美国货币，不过对于收藏家来说，硬币的价值远超其面值，并且也远远超过同质量白银的价值。

## 背景
美国铸币局局长内莉·泰洛·罗斯是本杰明·富兰克林长期的崇拜者，希望能将这位开国元勋的形象铸印到硬币上。辛诺克曾于1933年设计了一枚带有富兰克林形象的奖章，可能正是这枚奖章让罗斯有了制作富兰克林形象硬币的想法。富兰克林本人反对在硬币上刻个人肖像，他主张在上面刻上谚语，给拥有硬币的人带来思考并因此获益。1948年，罗斯在接受采访时指出，富兰克林当时只知道有些硬币上会有在世的皇室贵族人物形象，对于共和国给硬币刻上已经过世的国父来做纪念想必不会有所反感。事实上，富兰克林有可能会对硬币反面的设计更为不满：据钱币学作家乔纳森·泰珀（Jonathan Tepper）所说：“如果本杰明·富兰克林知道他会和一头老鹰一起出现在半美元硬币上，他很可能会更不高兴。他对老鹰深恶痛绝，钱币学方面的研究表明，他经常会把老鹰视为进食腐肉或已死植物的动物。正因为他是个务实的人，所以富兰克林才会提议以野生火鸡来作为我们的国鸟。”

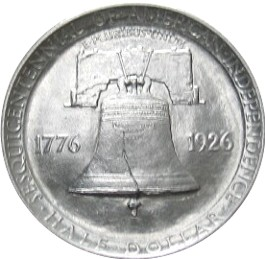
美国建国150周年纪念半美元硬币，其背面设计正是富兰克林半美元背面设计的基础。

根据1890年通过的一项法令，硬币设计更改必须得到国会授权，但如果某项设计从硬币首度发行的年份开始计算已过去25年，那么可以在没有国会批准的情况下由美国财政部自行决定更换。行走自由女神半美元和水星10美分硬币都是在1916年首度发行，从1940年开始，这两种硬币就可以采用新的设计且无须国会批准。铸币局官员早在1941年时就曾考虑将富兰克林的形象刻到10美分硬币上，但随着美国加入第二次世界大战，铸币局需要铸造大量硬币，这一计划予以搁置。战争期间，铸币局曾设想增加一或多种硬币面额，辛诺克准备了一份以富兰克林为主题的设计，计划将之应用到新面额硬币上，但最终并没有发行这样的硬币。1946年，10美分硬币的新设计面世，其上所刻的是去世不久的前总统富兰克林·德拉诺·罗斯福，后者还与优生优育基金会密切相关。铸币局官员觉得行走自由女神半美元的设计看起来有些老气，虽然当时林肯1美分硬币的设计也已经到了可以更换的时候，但亚伯拉罕·林肯这时仍然是深受爱戴的人物，罗斯不希望自己担上将硬币上林肯形象抹去的負面觀感。
1947年，罗斯请辛诺克设计带有富兰克林形象的半美元硬币。作为铸币局首席雕刻师，辛诺克将之前的设计作为半美元的正面，他曾根据让-安东尼·乌敦制作的富兰克林半身像设计过一枚奖章。1926年发行的美国独立150周年半美元纪念币也出自辛诺克之手，他又据此设计了新半美元的反面。钱币学作家唐·塔克西（Don Taxay）后来发现，150周年纪念币和富兰克林半美元上都有的自由钟是辛诺克根据约翰·弗雷德里克·刘易斯（John Frederick Lewis）所绘的草图设计。辛诺克于1947年5月去世，铸币局新任首席雕刻师吉尔罗伊·罗伯茨（Gilroy Roberts）接手完成了新半美元的设计。新设计与辛诺克设计的罗斯福10美分硬币类似，人物肖像以简单的线条刻画，富兰克林身上穿的是西装。硬币反面的老鹰是之后再加上去的，铸币局官员记起国会曾通过《1873年铸币法》（Coinage Act of 1873），要求所有面值超过10美分的硬币都要刻上老鹰。
铸币局向美术委员会提供了硬币正面的预铸版和反面的图像，期望能获得委员会的建议。塔克西认为，硬币的正面和反面都是通过一个石膏模型来展示。1947年12月1日，委员会主席吉尔莫·克拉克（Gilmore Clarke）在给罗斯的信中表示对硬币正面没有异议，他们都认出这是辛诺克的“好手艺”。，但对反面提出了如下建议：
模具上的老鹰实在太小了，显得微不足道，要是再将模具缩至硬币大小，那几乎都看不见。本委员会还对自由钟上那清晰可见的裂纹感到犹豫，因为这有可能会导致不当的联想，或是令美国的硬币受到贬损。
本委员会不赞成这一设计。

钱币学家保罗·格林（Paul Green）之后指出：多年来，如果有人试图在描述自由钟时去掉那条裂纹，那么很可能会引发更多不当的联想或贬损。美术委员会提议由其主持举办设计比赛，但财政部否决了委员会的意见（这也是当时对新设计提出的唯一意见）），财政部长约翰·韦斯利·斯奈德（John Wesley Snyder）批准了铸币局的设计，塔克西认为，这一定程度上是为了避免已经去世的辛诺克蒙羞。

## 发行和生产

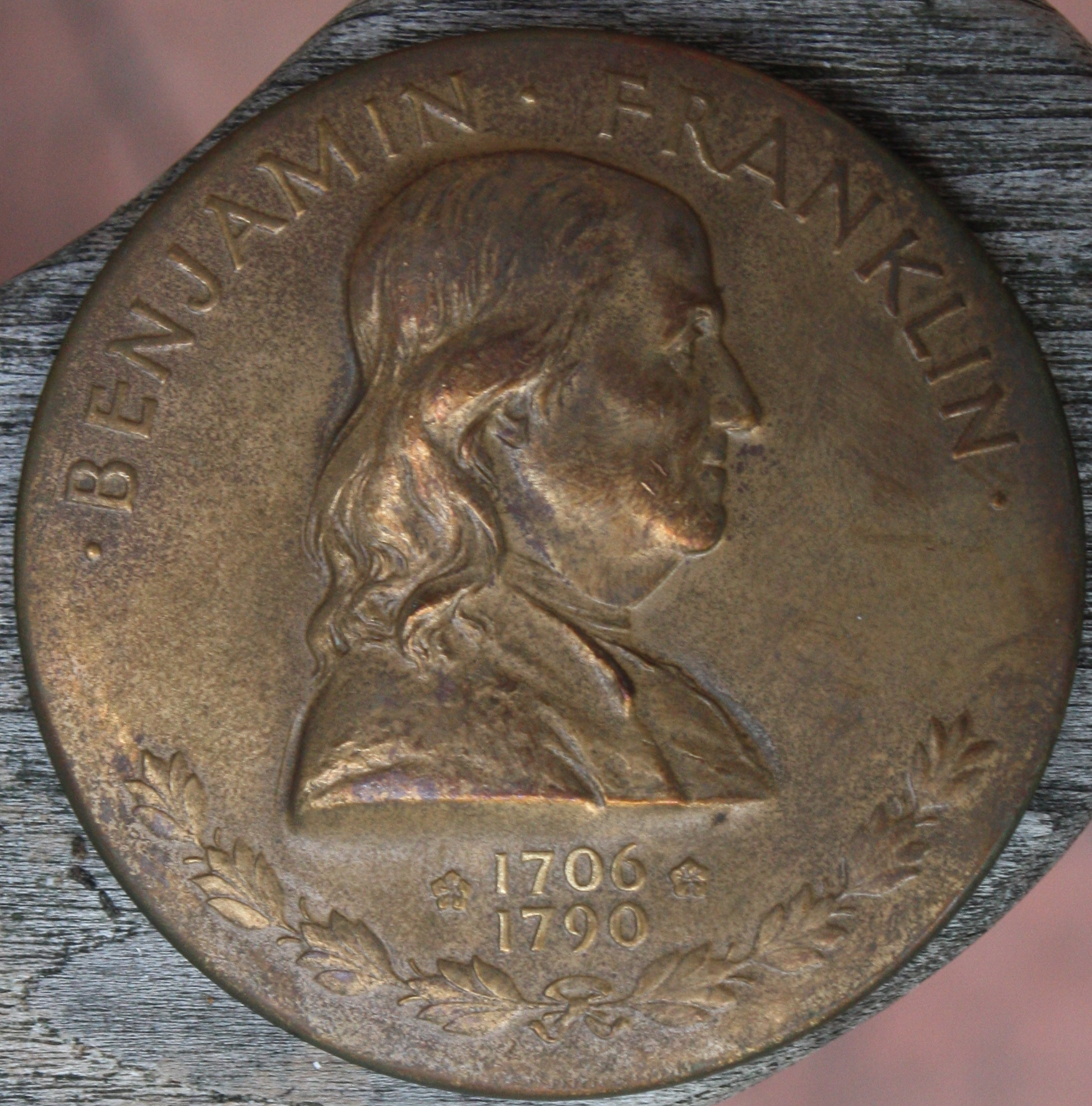
约翰·辛诺克设计的富兰克林奖章正是新半美元反面设计的基础

1948年1月7日，财政部通过新闻稿公布了新的半美元设计方案。报道中没有提及美术委员会的反对意见，而是说明新设计源于罗斯的构想，并获得财政部长斯奈德“热烈的赞成”。新闻稿中还提及富兰克林勤恳节约的名声，希望这些半美元能够成为一种提醒，人们应当用宽余的钱购买国债和储蓄邮票。这样，富兰克林也就成为历史上由常规发行的美国硬币来纪念的第5人，也是首位没有担任过总统的人，另外4人分别是林肯、罗斯福、乔治·华盛顿和托马斯·杰斐逊。
1948年1月，罗斯发表演讲为新硬币设计揭幕，她在演讲时表示，自己很喜欢富兰克林的格言：“省一分就是赚一分”（富兰克林的原话是：“省一分就是赚两分”），所以一直都想将先辈的形像刻上硬币。罗斯表示：“我相信你也会同意，50美分硬币不但更大，而且还是银币，这样就可以产生更为让人印象深刻的效果”。1948年4月29日是硬币公开发行的前一天，罗斯在费城富兰克林研究所为200人举办晚宴，每位客人都可以拿到一枚富兰克林半美元，并且还有经罗斯签名的礼品卡包装。
1948年4月30日正午，新版半美元硬币开始发售，乔治·华盛顿也正是在1789年4月30日首度宣誓就任美国总统。富兰克林储蓄银行的工作人员身穿革命年代的衣装，在财政部驻纽约分部大楼的台阶上摆摊销售硬币。

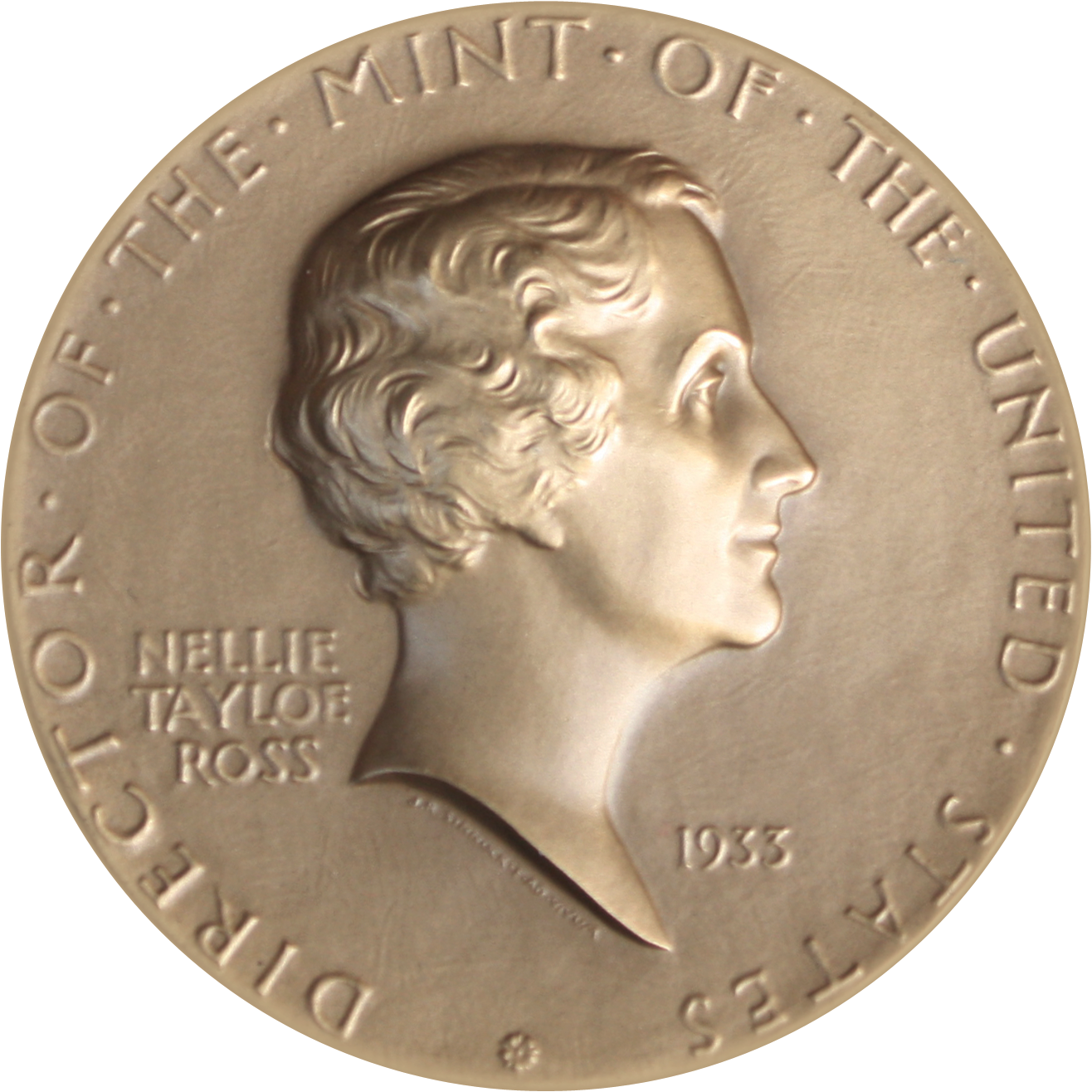
辛诺克设计的这枚奖章上所刻的是内莉·泰洛·罗斯的头像，当年将富兰克林的头像刻上半美元硬币正是源于罗斯的提议。

辛纳克曾设计过罗斯福10美分硬币，硬币上当时有设计师的名字缩写，但是，这一缩写引来部分市民抗议，因为约瑟夫·斯大林的名字缩写也是，所以有可能是克里姆林宫已经渗透到铸币局的表现。在这样的情况下，富兰克林半美元上辛诺克的名字缩写改成了（位于富兰克林上半身像的断截面处），但还是有部分市民表示抗议。对此铸币局反应激烈，钱币学历史学家沃尔特·H·布林（Walter Breen）形容这是“愤怒的官方否认”。据《纽约时报》记载：“人们在来信中要求铸币局老实交待，是怎么知道乔·斯大林有中间名的”。还有传言称，硬币反面边缘的中，那个字母“O”显得特别小，是铸币局的失误，这些硬币会予以召回。和之前有关斯大林的质问相比，这一传言很快就不攻自破了。
1963年11月22日，约翰·肯尼迪总统遭到刺杀，联邦国会和铸币局提议火速制作一种新的半美元硬币来纪念他。1963年12月30日，国会通过法案授权铸造肯尼迪半美元，富兰克林半美元系列硬币的铸造也相应中止。据布林记载，有传言称铸币局为了测试印有1964年年份的模具而铸造了一些这年版本的富兰克林半美元，但这样的硬币一直都没有曝光过。铸币局一共铸造了4亿6581万4455枚富兰克林半美元硬币进入流通，此外还铸造了1588万6955枚精制币。

## 收藏
富兰克林半美元在起初几年里铸造的数量相对较少，因为之前发行的行走自由女神半美元铸造过多。因为需求有限，丹佛铸币局从1955到1956年都没有铸造过富兰克林半美元硬币。旧金山铸币局于1955年关闭，直到1965年才重新开工。1957年，美国的经济环境已有改善，对硬币的需求也相应增加。从1962年开始，富兰克林半美元的铸造量开始出现大幅提升，需求的提升也伴随着硬币短缺的开始，这一情况会在1964年的硬币大短缺中达到高潮。如今，富兰克林半美元并不罕见，即便是铸造量较少的早期年份硬币，拥有的也大有人在。费城铸币局从1950年开始铸造精制币，其中“浮雕精制币”采用磨砂表面，币面空白处如镜面般光滑，这类精制币的铸造量较小，而且购买者需要支付额外费用。如果包括精制币，富兰克林半美元硬币的总铸造量略少于4亿9800万枚。

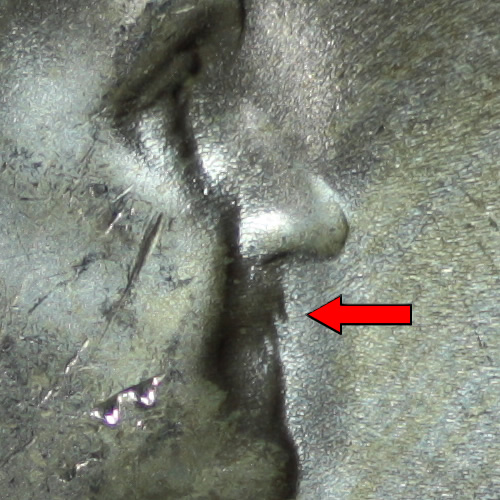
1955年版富兰克林半美元“兔八哥”版本特写

考虑到不同的铸造年份或铸币局标志，富兰克林半美元硬币共有35种不同币面，这一数字在硬币收藏界相对较少，所以收藏起来的耗费也比较低。1955年版“兔八哥”半美元是相对而言比较广为人知的一种版本，该版本硬币正面的富兰克林头像看起来似乎门牙有些向外突出，一些人认为类似于兔子的龅牙，版本由此得名“兔八哥”。出现这一版本主要是因为硬币正面金属模和反面模发生碰撞所致。20世纪50年代末，铸币局铸造的半美元硬币品质有所下滑，这又是因用于铸币的主模具劣化引起。
为了改善硬币品质，铸币局打算对其设计加以微调，这样1958和1959年就铸造了新旧两种版本的半美元硬币。两者间的一个显著不同在于，旧版币背面的老鹰尾部有4根羽毛，而新版只有3根。1958年费城铸币局铸造的富兰克林半美元硬币中约20%是新版，所使用的模具起初是用来铸造1958年版精制币。1959年费城铸币局铸造的半美元硬币中新版已升至70%，1958和1959年丹佛铸币局铸造的所有富兰克林半美元都是旧版。1960年的铸币工作开始前，铸造局重新切割了铸币主模，以求提升硬币质量。
据称，有一种做工特别精良的富兰克林半美元，其背面的自由钟有完整的线条。要达到这一效果，构成钟底部的七条平行线必须清晰、完整，同时硬币正面富兰克林右耳旁的三缕头发也必须完整地显示出来，不能糅合在一起。如果硬币的包装不够紧实，致使硬币松散、不断相互摩擦，那么硬币的钢灰色表面就会擦伤，这种擦伤一般来说以正面富兰克林的脸颊和背面自由钟的中心最为常见。
有许多人为了获得白银而将富兰克林半美元硬币熔融，许多铸造年份的硬币流存量因此远不及铸造量。以1962年版为例，这年铸造的流通币超过900万枚，还有300万枚精制币，但即便是在1979到1980年、白银价格创下历史新高期间，这种硬币的价值仍然比任何成色的同质量银块要高。2010年，成色在谢尔顿硬币分级标准中有-65级别的这种硬币售价约为145美元，仅次于1953年旧金山铸币局铸造的同样成色硬币，这种币的售价达到1850美元。

### 铸造量
| 年份 | 费城铸币局              | 丹佛铸币局 | 旧金山铸币局 |
| ---- | ----------------------- | ---------- | ------------ |
| 1948 | 3,006,814               | 4,028,500  |              |
| 1949 | 5,614,000               | 4,120,500  | 3,744,000    |
| 1950 | 7,793,509（51,386）     | 8,031,600  |              |
| 1951 | 16,859,602（57,500）    | 9,475,200  | 13,696,000   |
| 1952 | 21,274,073（81,980）    | 25,395,600 | 5,526,000    |
| 1953 | 2,796,820（128,800）    | 20,900,400 | 4,148,000    |
| 1954 | 13,421,502（233,300）   | 25,445,580 | 4,993,400    |
| 1955 | 2,876,381（378,200）    |            |              |
| 1956 | 4,701,384（669,384）    |            |              |
| 1957 | 6,361,952（1,247,952）  | 19,966,850 |              |
| 1958 | 4,917,652（875,652）    | 23,962,412 |              |
| 1959 | 7,349,291（1,149,291）  | 13,053,750 |              |
| 1960 | 7,715,602（1,691,602）  | 18,215,812 |              |
| 1961 | 11,318,244（3,028,244） | 20,276,442 |              |
| 1962 | 12,932,019（3,218,019） | 35,473,281 |              |
| 1963 | 25,239,645（3,075,645） | 67,069,292 |              |

说明：

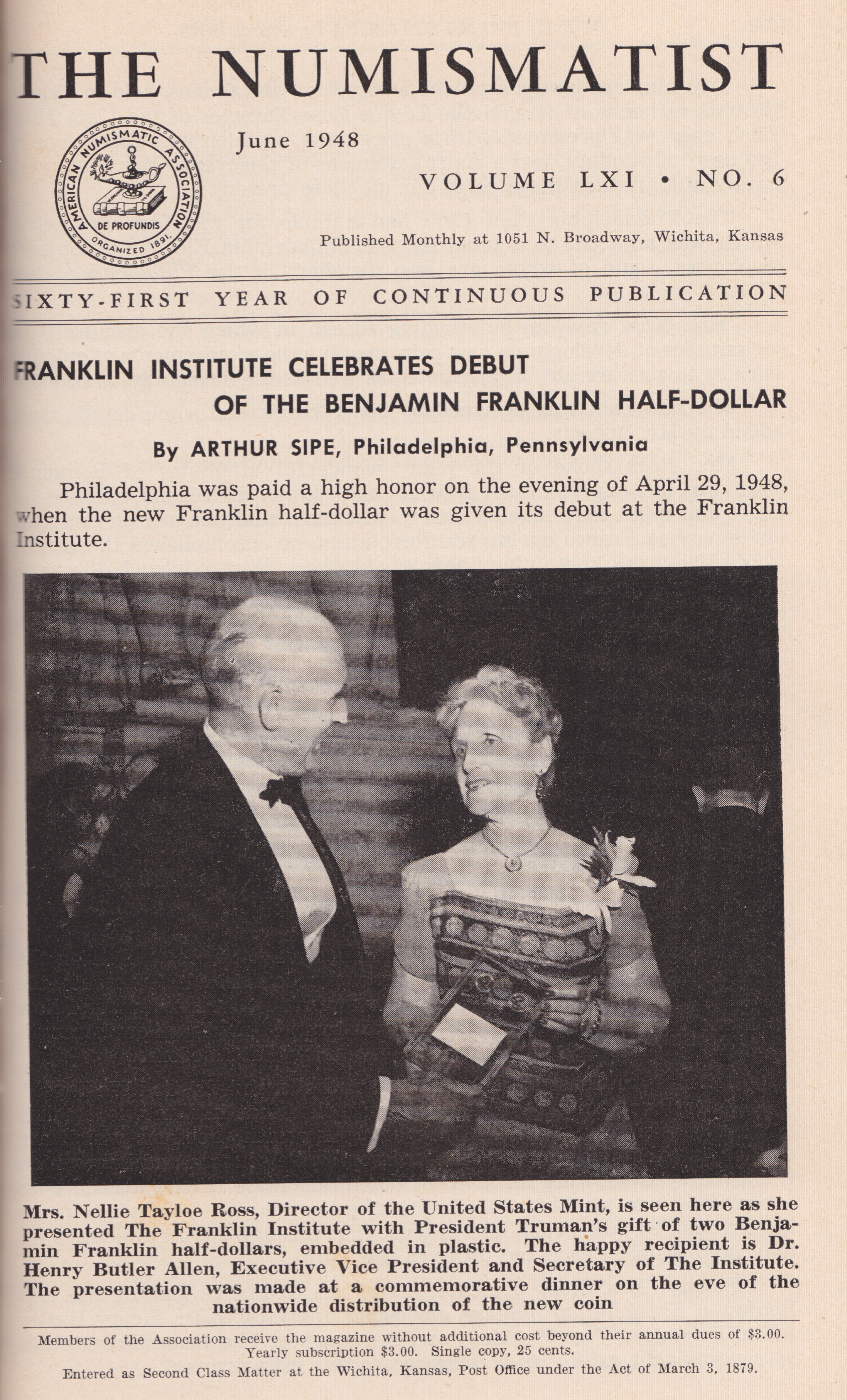
这期1948年6月刊《钱币学》杂志表明，富兰克林半美元的发行是当时硬币收藏界的头版新闻。

括弧内的数字表示这年发行的精制币数量，该数量也包含在之前的总数量以内。

### 脚注
1. 1 2 3 4 5 6 7 8 9  Coin World, Franklin half dollar.
2. 1 2 3 4  Taxay 1983，第376頁.
3. 1 2  AP/The Portsmouth Times & 1948-05-13.
4. 1 2  Tomaska 2002，第3頁.
5. 1 2 3  Tepper & April 1990.
6. ↑  Breen 1988，第413, 416頁.
7. 1 2 3 4 5  Tomaska 2011，第21頁.
8. ↑  Tomaska 2002，第4–5頁.
9. 1 2 3 4  Lange 2006，第172頁.
10. 1 2 3 4  Coin Community Family.
11. 1 2  Taxay 1983，第376–377頁.
12. ↑  Tomaska 2002，第xi頁.
13. 1 2  Taxay 1983，第377頁.
14. 1 2  United States Department of the Treasury & 1948-01-07.
15. 1 2 3 4  Breen 1988，第416頁.
16. ↑  The New York Times & 1948-05-01.
17. ↑  The New York Times & 1959-02-15.
18. ↑  Breen 1988，第418頁.
19. ↑  Guth & Garrett 2005，第96頁.
20. 1 2 3  Daytona Beach Sunday News-Journal & 1975-03-16.
21. ↑  AP/Ocala Star-Banner & 1965-08-22.
22. ↑  Tomaska 2011，第68頁.
23. 1 2  Tomaska 2011，第84頁.
24. ↑  Tepper & May 1990.
25. ↑  Green & 2010-07-14.
26. 1 2 3  Breen 1988，第417–418頁.

### 文献
书籍
- Breen, Walter. . New York: Doubleday. 1988. ISBN 978-0-385-14207-6.
- Guth, Ron; Garrett, Jeff. . Atlanta, Ga.: Whitman Publishing. 2005. ISBN 978-0-7948-1782-4.
- Lange, David W. . Atlanta: Whitman Publishing. 2006. ISBN 978-0-7948-1972-9.
- Taxay, Don.  reprint. New York: Sanford J. Durst Numismatic Publications. 1983 [1966]. ISBN 978-0-915262-68-7.
- Tomaska, Rick. . Virginia Beach, Va.: DLRC Press. 2002. ISBN 978-1-880731-68-0.
- Tomaska, Rick. . Atlanta: Whitman Publishing. 2011. ISBN 978-0-7948-3243-8.

其它来源
- . The Portsmouth (Ohio) Times. Associated Press. 1948-05-13: 28  [2015-02-19]. （原始内容存档于2016-03-14）.
- . Ocala Star-Banner. Associated Press. 1965-08-22: 24  [2015-02-19]. （原始内容存档于2016-03-14）.
- . Coin Community Family.   [2015-02-19]. （原始内容存档于2013-07-03）.
- . Coin World. Amos Press.   [2015-02-19]. （原始内容存档于2014-12-06）.
- Green, Paul M. . Coin Collecting News. 2010-07-14  [2012-04-29]. （原始内容存档于2012-04-29）.
- . The New York Times. 1948-05-01  [2015-02-19]. （原始内容存档于2012-11-06）.
- Restifo, Harriett. . Daytona Beach Sunday News-Journal. 1975-03-16: 10C  [2015-02-19]. （原始内容存档于2016-03-14）.
- Shuster, Alvin. . The New York Times. 1959-02-15: 15 (Magazine)  [2015-02-19]. （原始内容存档于2012-11-06）.
- Tepper, Jonathan. . The Numismatist (American Numismatic Association). 1990-04: 544–546, 617.
- Tepper, Jonathan. . The Numismatist (American Numismatic Association). 1990-05: 736–739, 771–772.
- (DOC). United States Department of the Treasury. 1948-01-07  [2011-04-05]. （原始内容存档于2012-11-08）.